# Mademoiselle d'Ennebaut
Françoise Jacob de Montfleury, dite Mademoiselle d'Ennebaut (ou Dennebaut), née le 3 novembre 1642 et décédée le 27 mars 1708, est une actrice française connue pour avoir joué dans la troupe de Molière.

## Biographie
Issue d'une famille de comédiens (son père est Zacharie Jacob, sa sœur cadette est Mademoiselle du Pin, son frère est dramaturge), Françoise Jacob de Montfleury épouse Matthieu d'Ennebaut, simple employé en Bretagne. Le père Montfleury a du mal à consentir au mariage, renâclant devant la relégation sociale, mais cède devant l'amour de sa fille à son fiancé. Le couple part vivre en terres bretonnes, accueille une fille (Anne d'Ennebaut, future comédienne elle-même), et revient à Paris pour que Françoise Jacob de Montfleury exerce son métier de comédienne à l'Hôtel de Bourgogne (elle avait déjà joué dans Les amours déguisées en 1664).
Appréciée de Jean Racine, elle crée le rôle de Junie dans Britannicus, de Cléophile dans Alexandre le Grand, de Aricie dans Phèdre, et celui de Roxane dans Bajazet : « Avant la première représentation de Bajazet, Racine avait destiné le rôle d'Atalide à Mademoiselle Champmeslé, et celui de Roxane à Mademoiselle d'Ennebaut. Dans la suite, il changea de sentiment et trouva que cette dernière jouerait mieux Atalide, et Mademoiselle Champmeslé, Roxane. Enfin, après avoir repris et redonné ces rôles, il revint à son premier dessein, de sorte que Mademoiselle Champmeslé joua Atalide et Mademoiselle d'Ennebaut Roxane. » En 1670, elle reprend le rôle d’Andromaque dans la pièce du même nom.
Elle crée les rôles de Stratonice dans Antochius de Thomas Corneille, d'Ariane dans Laodice de Thomas Corneille, de Cécilie dans Marius de Claude Boyer.
Elle joue L'amoureuse dans La mère coquette, Julie dans la pièce de son frère, La Femme juge et partie (1669) et dans une autre de ses pièces, La fille capitaine.
Francois Parfaict dit d'elle qu'« Elle était belle, petite, avait de l'embonpoint et chantait avec grâce. ». C'est aussi à elle que se rapportent les vers acides de Madame Deshoulière, enjeu d'un règlement de comptes de salon entre Racine et Pradon :
Une grosse Aricie, au teint rouge, aux crins blonds,

N'est là que pour montrer deux énormes tétons,

Que, malgré sa froideur, Hippolyte idolâtre.
Entrée en 1661 dans la Troupe du Marais, dirigée par Molière, elle passe dans la troupe de Guénégaud, puis en 1680 dans la Troupe des comédiens français du roi qu'on appelle aujourd'hui Comédie-Française.
Elle prend sa retraite en 1685 avec une pension de 1 000 livres.
Nullement intéressé par le théâtre, son mari se fait une réputation de joueur professionnel, l'« un des plus gros joueurs de Paris ».